# Píseň písní

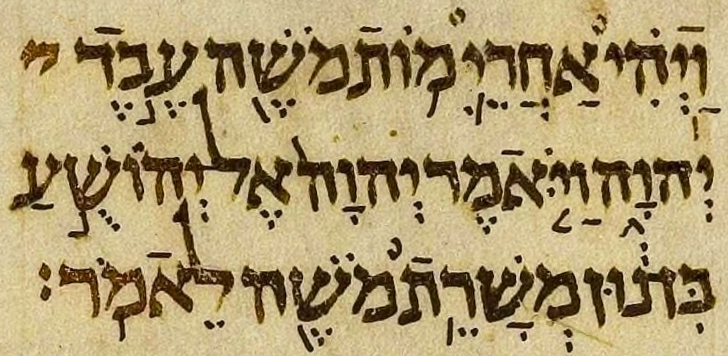
Fragment z Allepo kodexu (okolo roku 920), do roku 1947 se nacházel v hlavní synagoze syrského města Allepo

Píseň písní, někdy nazývaná též Píseň Šalomounova (hebrejsky שיר השירים‎, Šir ha-širim), je sbírka židovských „svatebních“ písní různých dob[zdroj?] řazená mezi tzv. pět svátečních svitků. Některé pocházejí patrně z 5. až 3. stol. př. n. l., jiné snad už z doby krále Šalomouna, kterému je tradičně připisováno autorství písně. Někteří badatelé poukazují na to, že skladba vykazuje významné analogie s mnohem starší staroegyptskou milostnou poezií, či se dokonce domnívají, že je na ní nepochybně přímo závislá.
Píseň písní je jedním z nejznámějších dochovaných lyrických milostných textů z oblasti starověkého Blízkého východu. Její erotičnost byla pro některé rabíny překážkou v jejím uznání jako součásti Tanachu. Ještě po její kanonizaci kolem r. 90 n. l. byly o ni vedeny spory a údajně bývala oblíbenou písní při různých nevázaných zábavách, za což hrozily různé kletby. Koncem 1. stol. n. l. se jí proto musel rozhodným způsobem zastat rabi Akiva, který později za Bar Kochbova povstání (r. 135) zahynul rukou Římanů; od 8. století je četba Písně doložena jako sváteční četba o svátku Pesach.
Podle židovské teologie popisuje Píseň písní alegoricky vztah mezi Bohem (ženichem) a Izraelem (nevěstou). Podle teologie křesťanské se tato alegorie týká vztahu Ježíše Krista a církve.